# Culpa in contrahendo
A culpa in contrahendo latin kifejezés, a. m. szerződéskötés körüli vétkesség. Számos ország polgári jogának fontos fogalma a szerződési jogban, amely elismeri a kötelességet, hogy körültekintően tárgyaljon, és ne okozzon kárt a tárgyalópartnernek, a végleges szerződés megkötése előtt. A német szerződésjogban a BGB 311. § számos olyan lépést sorol fel, amelyek révén kártérítési kötelezettség keletkezhet.
Ezzel szemben az angol szerződésjogban és sok más közjogi joghatóságban megsértették ennek a koncepciónak a bírósági elfogadását. Az akadémikusok jó modellként vetették fel az estoppel (bírósági eszköz a közjogban, ahol a bíróság megakadályozhatja, hogy egy személy állításokat tegyen) doktrínáját, de a bírák nem voltak hajlandók hagyni, hogy ez a mérlegelés mellőzése legyen, mondván, hogy az estoppelnek pajzsnak és nem kardnak kell lennie, és ehelyett a parlamenti beavatkozást szorgalmazzák. Másrészről, földterület esetében a tulajdonosi joggal rendelkezőnek kötelezettsegei keletkeznek függetlenül a meglévő előszerződéstől. Az Egyesült Államokban azonban a bíróságok megengedték, hogy a váltókészlet az ellenszolgáltatás doktrínájának helyettesítőjeként működjön. Ez a változtatás ösztönözte a koncepció elfogadását a szerződések újraszövegezése 90. szakaszában.

## Német törvény
Rudolf von Jheringnek, a Göttingeni Egyetem tanárának nevéhez fűződik a culpa in contrahendo doktrína kidolgozása, amelyet 1861-ben publikált először. Eredetileg a német polgári törvénykönyv uralkodó értelmezése szerint nem volt ilyen jogi doktrína. A bíróságok hiányosságot láttak a törvényben, és a culpa in contrahendo doktrínát használták fel annak kiegészítésére.
A kötelezettségjog 2001-es reformja óta a culpa in contrahendót törvény írja elő. (A német polgári törvénykönyv 280. §-ának (1) bekezdésével és 241. cikkelyének (2) bekezdésével összefüggésben a 311. § (2) bekezdése.

## Belga törvény
A belga polgári törvénykönyv 1382. cikkelye az általános jogalap a culpa in contrahendo által okozott kár megtérítésére.

## Fordítás
Ez a szócikk részben vagy egészben  a   Culpa in contrahendo című angol Wikipédia-szócikk ezen változatának fordításán alapul.  Az eredeti cikk szerkesztőit annak laptörténete sorolja fel. Ez a jelzés csupán a megfogalmazás eredetét és a szerzői jogokat jelzi, nem szolgál a cikkben szereplő információk forrásmegjelöléseként.